# NGC 6814
NGC 6814 è una galassia a spirale (SAB(rs)bc) situata nella costellazione dell'Aquila alla distanza di 73 milioni di anni luce dalla Terra.
Il telescopio spaziale Hubble ne ha catturato l'immagine in cui si mostra di faccia (face-on) con la struttura tipica di una galassia a spirale "grand design".
È una galassia di Seyfert 1 con un centro galattico estremamente luminoso, fonte di intense emissioni variabili di raggi X per la presenza di un buco nero supermassiccio stimato in 18 milioni di masse solari.
Nei bracci di spirale sono presenti molte regioni H II di gas ionizzati dove ha luogo un'intensa attività di formazione stellare.